# Liturgia delle ore

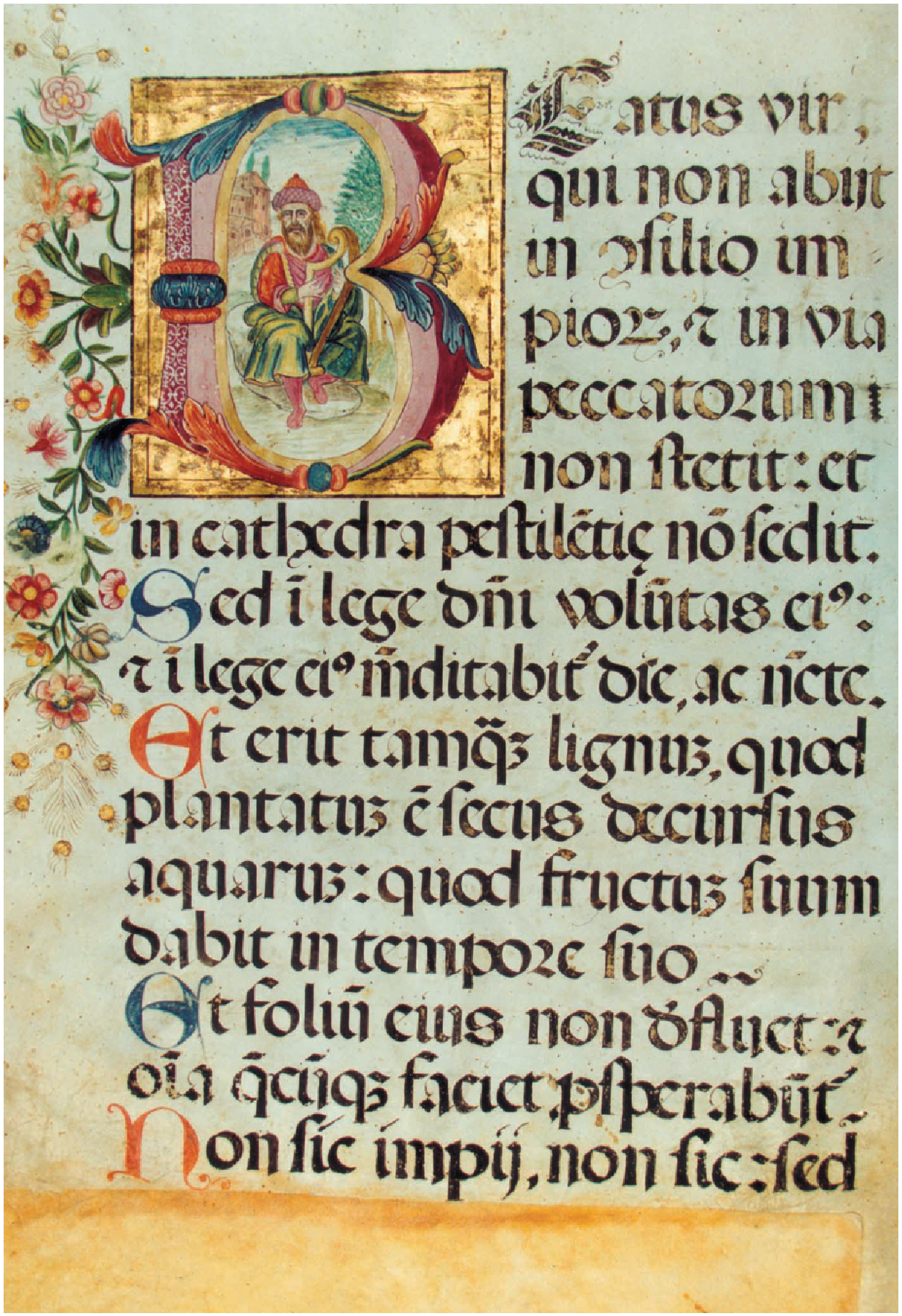
Esempio di salterio diurno miniato del sec. XVII già presente nella Biblioteca Scarabelli di Caltanissetta, rubato nel 2010

La liturgia delle Ore è la preghiera ufficiale della Chiesa cattolica. Consiste nel canto di salmi, cantici e inni, con l'aggiunta di preghiere e letture dalla sacra Scrittura.
Essa, secondo la stessa Chiesa, è partecipazione alla preghiera personale di Gesù Cristo: egli continua incessantemente a pregare e lodare il Padre nella preghiera della Chiesa. Per il rito romano sono disponibili due edizioni ufficiali in lingua italiana: quella maggiore composta da quattro volumi e l'estratto in volume unico "La preghiera del mattino e della sera". La liturgia delle Ore è regolamentata dai Principi e Norme per la Liturgia delle Ore (PNLO).

## Articolazione
Le preghiere sono previste in diverse ore della giornata, articolata nelle ore canoniche. Le due ore principali sono:
- le Lodi mattutine, che si celebrano all'inizio della giornata;
- i Vespri, che si celebrano alla sera, solitamente all'imbrunire o prima di cena.

Comprende anche altre ore minori:
- l'Ufficio delle letture (o Mattutino per chi lo recita seguendo l'uso della messa tridentina), che non è legato a un'ora prestabilita, ma può essere celebrato in qualunque momento della giornata, e che è caratterizzato da una lettura biblica lunga e da un'altra lettura tratta dai Padri della Chiesa o dagli Scrittori ecclesiastici;
- l'Ora Prima, alle 6 del mattino, seguente il Mattutino, di antica origine monastica e poi accolta nel rito romano e oggi celebrata nella messa tridentina
- l'Ora media (Terza, Sesta e Nona che corrispondono alle 9, alle 12 e alle 15)
- la Compieta (prima di andare a dormire).

È articolata in un ciclo di quattro settimane  (il salterio), nel quale si recitano quasi tutti i salmi (letti, o cantati in forma di salmodia). Lo schema di Compieta è invece articolato su una sola settimana.

## Struttura

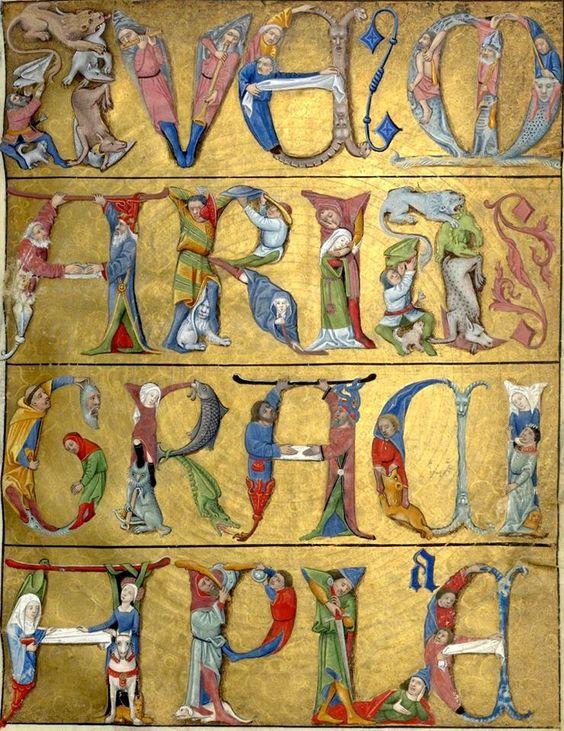
Ave Maria in Heures de Charles d'Angoulême

La prima ora che si recita nella giornata (sia essa l'Ufficio delle letture o le Lodi mattutine) è preceduta dalla recita dell'Invitatorio, costituito da un salmo con la sua antifona, che è ripetuta tra le strofe.
A parte ciò, ogni ora si apre con un versetto (O Dio, vieni a salvarmi - Signore, vieni presto in mio aiuto, tratto dal salmo 69), a cui segue il Gloria al Padre.
Viene poi un inno, tratto dalle composizioni poetiche di origine ecclesiale.
Si continua quindi con la recita dei salmi:
- nelle ore maggiori i salmi sono scelti in maniera che si adattino al corrispondente momento della giornata;
- nelle Lodi si pregano due salmi o parti dello stesso e al secondo posto c'è un cantico dall'Antico Testamento; mentre nei Vespri si pregano due salmi o parti dello stesso e al terzo posto c'è un cantico dal Nuovo Testamento;
- nell'Ufficio delle letture si recita spesso un solo salmo più lungo ripartito in tre parti;
- nell'Ora media si trova per molti giorni una sezione alfabetica del Salmo 118[4]. Inoltre sono situati in questa ora i cosiddetti salmi processionali;
- nella Compieta c'è un solo salmo (due nello schema del sabato e in quello del mercoledì).

Ogni salmo o parte di salmo è introdotto da un'antifona, che ha la funzione di orientare la preghiera al contenuto del salmo; al termine del salmo, salvo ove diversamente indicato, si recita la dossologia Gloria al Padre. L'antifona si recita di nuovo dopo il Gloria al Padre o comunque alla fine dello stesso salmo.
Alla salmodia segue una lettura biblica breve a Lodi, Ora media, Vespri e Compieta o lunga all'Ufficio delle letture con il suo responsorio.
Nelle ore maggiori (Lodi e Vespri) appare poi un cantico tratto dal Vangelo:
- il Benedictus o Cantico di Zaccaria nelle Lodi;
- il Magnificat o Cantico della beata Vergine Maria nei Vespri.

Nell'ora di Compieta è inserito inoltre il Nunc dimittis o Cantico di Simeone.
Il cantico è introdotto e seguito dalla sua antifona.
Le Lodi prevedono un gruppo di invocazioni e i Vespri le corrispettive intercessioni, a cui fa seguito il Padre nostro. Tutte le ore terminano con l'orazione finale e una formula conclusiva o con la benedizione.

## Rito ambrosiano
La liturgia delle Ore secondo il Rito ambrosiano presenta analogie e differenze con quella di Rito romano.

Ufficio delle letture
- Si apre con un versetto d'introduzione (O Dio, vieni a salvarmi), la dossologia Gloria al Padre e l'Alleluia (in Quaresima un'altra acclamazione);
- si canta poi l'inno: al di fuori delle festività maggiori, i libri liturgici propongono una scelta tra due inni, uno per quando l'Ufficio delle letture si celebra nelle ore notturne o nelle prime ore del mattino, l'altro per quando si celebra lungo le ore del giorno;
- si canta, quindi, in forma di responsorio una parte del Cantico dei tre giovani (Dn 3,52-56[5]); nei giorni festivi il cantico è sostituito da un altro responsorio;
- si procede con la salmodia, composta da tre salmi o cantici veterotestamentari, conclusi dal triplice Kyrie eleison e da un versetto (Tu sei benedetto, Signore. Amen);
- sono poi previste due letture, una biblica (seguita da un responsorio), e una patristica, agiografica o tratta da testi scritti lungo la Storia della Chiesa;
- segue, nei giorni festivi, l'inno Te Deum, nei giorni feriali la Laus angelorum magna, una dossologia simile al Gloria in excelsis Deo (non obbligatoria),
- se all'Ufficio della letture non seguono immediatamente le Lodi mattutine, si conclude con un'orazione e con l'acclamazione Benediciamo il Signore. Rendiamo grazie a Dio.

Lodi mattutine
- Si aprono con un versetto d'introduzione (O Dio, vieni a salvarmi), la dossologia Gloria al Padre e l'Alleluia (in Quaresima un'altra acclamazione);
- segue il Cantico di Zaccaria con la sua antifona e una prima orazione;
- poi si canta la salmodia, che si compone di un cantico veterotestamentario, uno o più salmi laudativi concluso dal Laudate Dominum (salmo 117), e di un terzo salmo (detto "diretto") che viene cantato in tono retto (sempre sulla stessa nota) e senza antifona;
- seguono una seconda orazione e l'inno;
- si continua con sei acclamazioni a Cristo Signore (alle quali sono abbinati i dodici Kyrie eleison di origine orientale), il Padre Nostro e la benedizione conclusiva.

Ora media (Terza – Sesta – Nona)
- Il versetto introduttivo è lo stesso utilizzato per l'Ufficio delle letture e le Lodi mattutine;
- quindi si recita un inno adatto all'ora, la salmodia che comprende tre salmi (o parti di salmi più lunghi); quasi ogni giorno è proposta la recita di una sezione del salmo 118;
- si continua con una lettura breve accompagnata dal responsorio breve;
- si termina con un'orazione e con l'acclamazione conclusiva come nell'Ufficio delle letture.

Vespri
- Si inizia con il saluto del vescovo, prete o diacono che presiede (Il Signore sia con voi. E con il tuo spirito), oppure con un versetto di invocazione;
- quindi inizia il "rito della luce": si canta il "Lucernario" mentre vengono accesi due "cantari" (candelieri) che vengono posti sull'altare e le altre luci della chiesa. Nelle celebrazioni solenni viene anche incensato l'altare;
- quindi si canta l'inno, cui fa seguito, in alcune ufficiature un responsorio; nei Primi vespri in cui si celebra la memoria o la festa di un santo, viene letta una breve biografia del santo del giorno ("Notizia del santo");
- segue la salmodia (normalmente, due salmi o due parti di un salmo più lungo, con le loro antifone; nelle solennità e nelle feste: un salmo, a cui si aggiungono i salmi 133 e 116) e l'unica dossologia finale (Gloria al Padre);
- terminata la salmodia, si recita una prima orazione; poi, tranne nei venerdì di Quaresima e nelle ferie della Settimana santa, si esegue solennemente, con la sua antifona, il cantico del Magnificat, seguito dal triplice Kyrie eleison e da una seconda orazione;
- si fa, quindi, la "Commemorazione del battesimo" (tranne che nella Settimana santa): essa consiste, per le domeniche, le feste e le solennità del Signore, nella recita di un cantico dal Nuovo Testamento con la sua antifona; negli altri giorni in un responsorio. Nelle solennità e le feste dei santi, invece della commemorazione del battesimo si canta una sallenda in onore del santo, ripetuta due volte, con interposta la dossologia alla Trinità. Segue sempre un'orazione;
- si termina con le intercessioni, il Padre Nostro e la benedizione di congedo (almeno se la celebrazione è presieduta da un ministro ordinato).

Compieta
- Dopo un versetto di invocazione ripreso dai salmi, si riprende lo stesso versetto introduttivo utilizzato per l'Ufficio delle letture e le Lodi mattutine;
- quindi si canta l'inno adatto e un salmo;
- si prosegue con la lettura breve seguita dal responsorio;
- quindi si canta il cantico evangelico Nunc dimittis con la sua antifona;
- si conclude con un'orazione e un'antifona in onore della beata Vergine Maria;
- si può quindi dedicare del tempo all'esame di coscienza personale;
- almeno nella celebrazione pubblica, si conclude con l'invito: Dormiamo in pace. Vigiliamo in Cristo.

Il rito ambrosiano, inoltre, prevede diverse eccezioni e particolarità per periodi particolari dell'anno (Avvento, Natale, Quaresima, Tempo di Pasqua, ecc.), tutte regolate dai "Principi e Norme per la Liturgia Ambrosiana delle Ore" (PNLAO).

## Diffusione

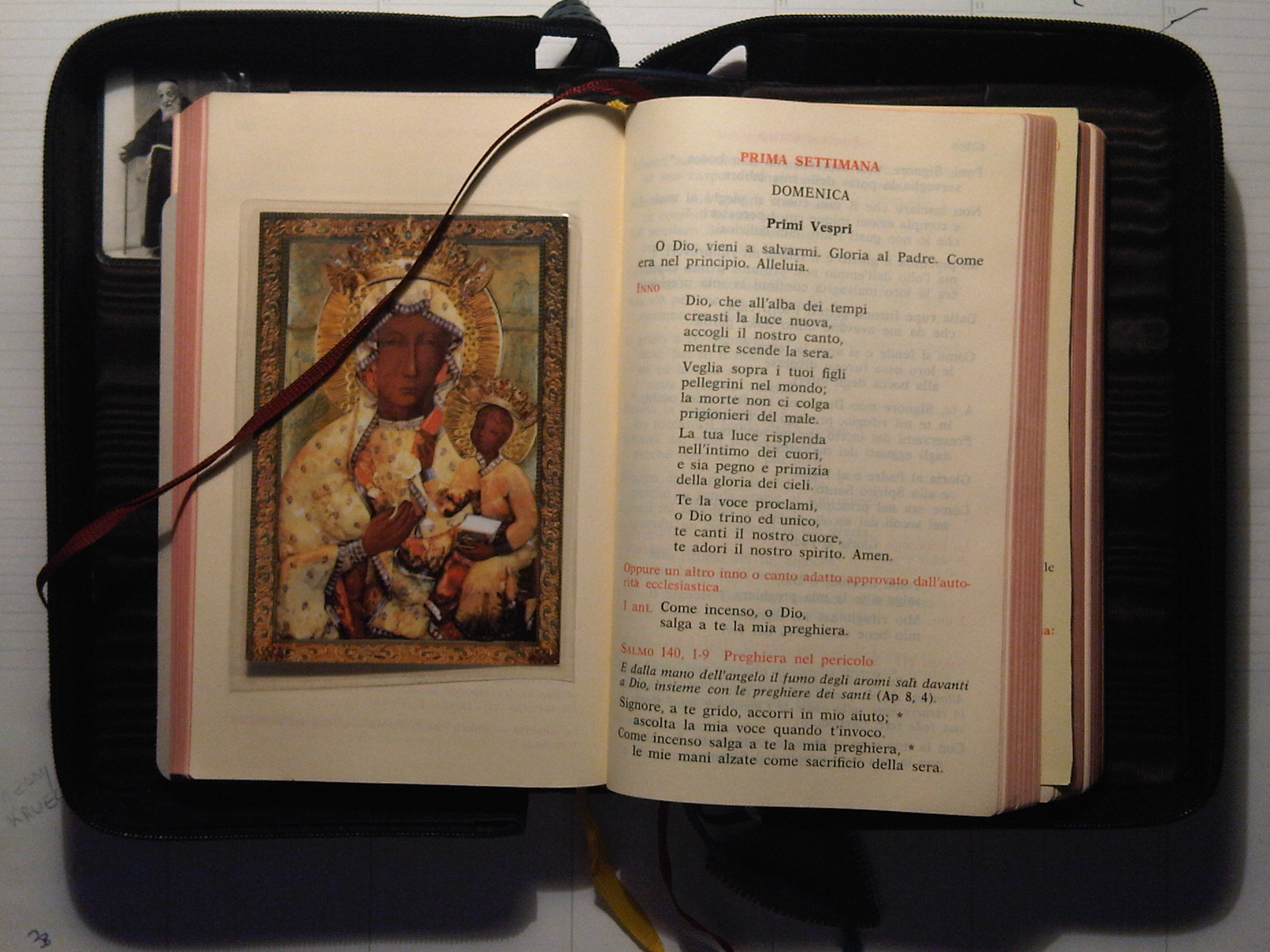
Un'edizione francescana dell'attuale Liturgia delle Ore

La liturgia delle Ore nacque come preghiera della Chiesa, per diventare solo in un secondo tempo una recita personale di alcuni membri della Chiesa stessa.
Alla celebrazione della liturgia delle Ore nella sua forma integrale sono tenuti i presbiteri e i vescovi. Per quanto riguarda i diaconi si chiede unicamente la recita delle ore maggiori (Lodi mattutine, Vespri e Compieta) nel caso in cui siano diaconi permanenti, mentre è prescritta la recita dell'intera liturgia delle Ore, al pari dei presbiteri, se sono diaconi temporanei destinati all'ordinazione presbiterale.
La celebrazione comunitaria della liturgia delle Ore è anche un tratto caratteristico dei monasteri e dei capitoli di canonici.
Il Concilio Vaticano II ha invitato tutti i fedeli laici alla celebrazione almeno delle ore principali; d'altronde, la celebrazione comunitaria di alcune parti dell'ufficiatura quotidiana (i Vespri nei giorni festivi, l'Ufficio delle letture nei giorni della Settimana santa ecc.) non era mai scomparsa dalla vita liturgica anche nelle comunità più periferiche.
La liturgia delle Ore ha lo scopo di aiutare il cristiano a vivere in Cristo la giornata, santificandone i vari momenti. Viene recitata sia nei luoghi di culto, in maniera comunitaria, sia in maniera personale nella liturgia domestica.

## Storia
La liturgia delle Ore trae la sua origine dal precetto di Gesù di pregare senza interruzione (Lc 18,1; 21,36; 22,40; cfr. 1 Ts 5,17; Ef 6,18).
In ambito monastico nacque quindi l'usanza di riunirsi, in vari momenti della giornata, per pregare insieme. Con la riforma di san Benedetto viene codificata espressamente per i monaci la celebrazione in varie ore della giornata secondo il conteggio dei Romani.
Le ore diurne erano quindi Lodi (all'alba), Prima (circa alle 6), Terza (alle 9), Sesta (alle 12), Nona (alle 15) e Vespri (al tramonto). La preghiera prima di coricarsi era detta Compieta.
Di notte la tradizione delle Vigiliae (i turni di guardia delle sentinelle) dette vita ai tre notturni, riuniti poi in un'unica celebrazione detta mattutino. Alcuni ordini monastici celebrano ancora oggi l'Ufficio delle letture nel cuore della notte, interrompendo il sonno.
Dall'ambito monastico, l'usanza di celebrare la liturgia delle Ore (allora chiamata "Ufficio divino") passò a tutti i chierici. Nel medioevo, cominciò a essere usato il termine "breviario", per i libri che contenevano i testi dell'Ufficio, in quanto era originariamente un indice (abbreviazione) dei riferimenti ai brani liturgici da recitare.
La riforma liturgica successiva al Concilio Vaticano II, al fine di rendere più semplice la celebrazione per i presbiteri moderni e per i laici, ha eliminato l'ora di Prima; ha concesso la possibilità di recitare il Mattutino a qualsiasi ora cambiandone il nome in Ufficio delle Letture; ha dato la possibilità di recitare una sola delle altre ore (Terza, Sesta e Nona) chiamandola Ora media; ha ridotto la struttura: i 150 salmi, che prima erano recitati integralmente nel corso di una settimana, sono stati ordinati in un ciclo di quattro settimane. Oltre a queste modifiche, si sono esclusi alcuni salmi detti "imprecatori" e censurati molti versetti ritenuti poco adatti alla rinnovata recita dei laici, rompendo con la secolare integrità del Salterio.
Il nuovo testo, con obbligo di sostituzione del precedente Breviario Romano, è stato promulgato da papa Paolo VI con la costituzione apostolica Laudis canticum il 1º novembre 1970.
Con il Motu Proprio Summorum Pontificum del 7 luglio 2007, Papa Benedetto XVI concesse a tutti i chierici la libertà di recitare il breviario tradizionale che era in vigore nel 1962 in alternativa alla Liturgia delle Ore pubblicata dopo la riforma liturgica. Tale esercizio venne poi di nuovo limitato da Papa Francesco con il Motu Proprio Traditionis custodes del 16 luglio 2021.

## Il libro d'ore

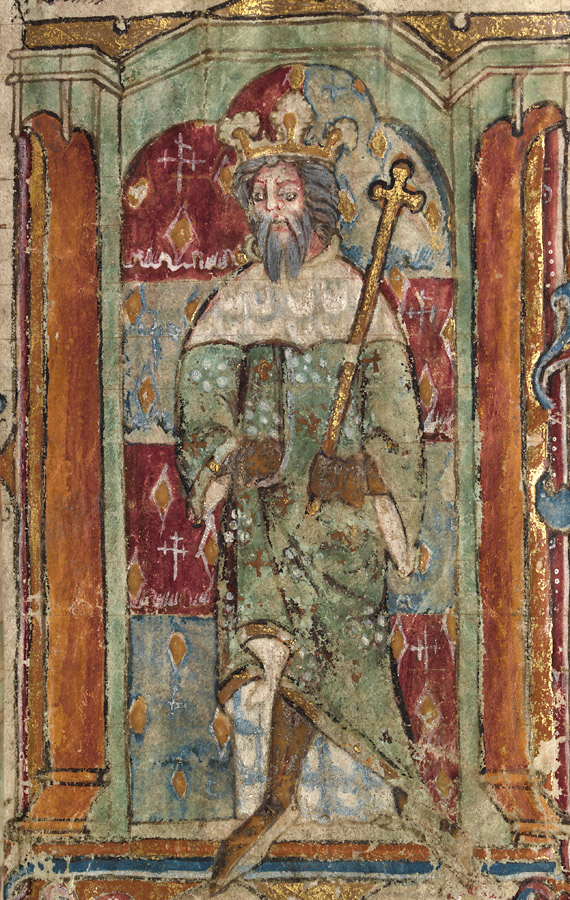
Miniatura dal Libro delle Ore di Llanbeblig

Il "libro d'ore" comprende la raccolta delle ore liturgiche per i diversi periodi dell'anno. Per secoli è stato uno dei libri che non mancava presso tutte le famiglie o le comunità che potevano permettersi di avere dei libri. Anche dopo la diffusione della stampa i libri delle ore, anche di potenti personaggi laici, rimasero come espressione di prestigio e di amore per l'arte. Divenne anche ben presto un oggetto riccamente miniato. Tra i libri delle ore più celebri si ricordano quelli di Filippo II.

A fianco dell'edizione maggiore, con tutti i testi delle letture e dei salmi, già nel medioevo si era diffuso un indice di essi: il breviario.
Con il Concilio di Trento il breviario divenne, invece, un oggetto di uso quotidiano inteso come testo, facilmente trasportabile, che però permetteva all'ecclesiastico di recitare l'Ufficio divino, senza dover ricorrere ad altri testi. Ogni ecclesiastico era obbligato ad averlo e a recitare le relative orazioni alle prescritte ore canoniche. Salvo poche eccezioni come i Vespri solenni, il libro delle ore non fu più pensato come una pratica collettiva, bensì come preghiera individuale.